# Wong Tai Sin District
Wong Tai Sin District (chinesisch 黃大仙區 / 黄大仙区, Pinyin Huángdàxiàn Qū, Jyutping Wong4daai6sin1 – „Bezirk Wong Tai Sin“) ist einer der 18 Distrikte Hongkongs. Der Distrikt hat seinen Namen von dem gleichnamigen daoistischen Wong-Tai-Sin-Tempel erhalten.

## Beschreibung
Wong Tai Sin District liegt im Norden Kowloons im Binnenland und ist der einzige Distrikt Hongkongs ohne Küste und Zugang zum Meer. Der Distrikt ist heute fast ausnahmslos ein reines Wohngebiet. Das ehemalig florierende Industriegebiet des Bezirks liegt im Südosten in der Ortschaft San Po Kong (新蒲崗). Im Laufe der städtischen Umstrukturierungs- und Umbaumaßnahmen wurden viele der typischen mehrgeschossigen Fabrikgebäude aus den 1960er Jahren nach und nach bis 2007 abgerissen und an deren Stelle neue Wohnhochhäuser gebaut. Manche Gebäude wurden umgebaut und einer neuen Nutzung zugeführt, beispielsweise als Parkhaus. Das Gebiet des Distrikts hat ungefähr die Form eines liegenden Rechtecks mit den Kantenlängen 2,4 × 3,9 km. Im Osten wird der Distrikt durch eine bewaldete Hügelkette, deren Gipfel 500 – 600 m hoch sind, vom benachbarten Sai Kung District getrennt. Die nördliche Begrenzung bildet das Bergland der New Territories, darunter als markanter Punkt der Lion Rock, der etwas nördlich des Distrikts liegt. Westlich bilden die Chuk Yuen Road und die Junction Road über einen längeren Abschnitt die Grenze zum benachbarten Kowloon City District. Im Süden grenzt der Distrikt an den Kowloon Walled City Park, der auf dem Gebiet der ehemaligen, 1994 abgerissenen Walled City errichtet wurde. Den größten Teil der südlichen Begrenzung bildet die Prince Edward Road East. Der Distrikt setzt sich aus folgenden Ortsteilen zusammen:  Diamond Hill (鑽石山), Wang Tau Hom (橫頭磡), Lok Fu (樂富), Chuk Yuen (竹園), Wong Tai Sin (黃大仙), Tsz Wan Shan (慈雲山), Fung Wong (鳳凰), Choi Hung (彩虹) und Choi Wan (彩雲).

## Bevölkerung
Im Jahr 2016 zählte der Distrikt 425.235 Einwohner auf 9,3 km² Fläche. Hinsichtlich Einwohnerzahl lag der Distrikt damit an achter und hinsichtlich Fläche an zweitletzter Stelle unter den 18 Distrikten Hongkongs (Stand 2016). In Bezug auf die Sozialstruktur gehört Wong Tai Sin District zu den ärmsten Stadtteilen Hongkongs. Im Jahr 2018 wohnten 29,2 Prozent der Bewohner in einer Eigentumswohnung (Durchschnitt in Hongkong: 49,2 %), das mittlere monatliche Haushaltseinkommen lag bei 28.300 HK$ (Durchschnitt Hongkong: 35.000 HK$) und 77 Prozent der Distriktbewohner hatten ein höheres Bildungsniveau (mindestens Sekundarbildung, Durchschnitt in Hongkong: 82,1 %). Alle drei Werte waren die niedrigsten unter allen Distrikten Hongkongs. Außerdem hatte der Wong Tai Sin District den höchsten Anteil an älterer Bevölkerung unter allen Distrikten.

## Geschichte
Bis etwa zur Mitte des 20. Jahrhunderts war das nördlich des historischen Kowloon gelegene Wong Tai Sin eine relativ beschauliche, ländlich geprägte Gegend. Gegen Ende des Chinesischen Bürgerkriegs (1927–1949) und in den zwei Jahrzehnten danach wurde Hongkong von Millionen Flüchtlingen aus der 1949 gegründeten Volksrepublik China überschwemmt. Der vorhandene Wohnraum reichte bei weitem nicht aus um diese unterzubringen und so kam es zur Entstehung von ausgedehnten irregulären Hüttensiedlungen (squatter settlements – Landbesetzersiedlungen) in den Randgebieten von Kowloon, darunter auch Wong Tai Sin. Die damalige britische Kolonialverwaltung begann ab den 1950er Jahren mit einem Wohnungsbauprogramm, das zunächst überwiegend privat und später auch staatlich finanziert wurde (siehe auch New Towns in Hongkong). Die in den damaligen Resettlement Area (徙置區) gebauten Häuser wuchsen mit den Jahren immer weiter in die Höhe und boten ihren Bewohnern zunehmend mehr Komfort – anfänglich hatten die Wohnungen weder eigene Küche noch Wasserversorgung oder Bad bzw. WC. Auf diese Art und Weise entstand der heutige Wohnraum in Wong Tai Sin. Aufgrund der geografische Nähe zum heute abgerissenen Flughafen Kai Tak, war der im Südosten gelegene Ortschaft San Po Kong ein begehrter Industriestandort in den 1960er Jahren, der auch Ursprung der Unruhen in Hongkong 1967 war, die damals als Lohnstreiks zwischen Fabrikbesitzern und den schlecht bezahlten einfachen Arbeitern begannen.

Im Rahmen der Proteste in Hongkong 2019 war der Distrikt auch ein Schauplatz von Auseinandersetzungen zwischen Demonstranten und der Polizei.

## Besonderheiten
Der Wong-Tai-Sin-Tempel ist nach einem daotistischen Heiligen benannt und dient drei Religionen – Daoismus, Buddhismus und Konfuzianismus – als Heiligtum. Das buddhistische Frauenkloster Chi Lin (志蓮淨苑, englisch Chi Lin Nunnery, ⊙) wurde 1934 gegründet und in den 1990ern im Architekturstil der Tang-Dynastie neu aufgebaut. Etwas südlich davon befindet sich der zur Erholung dienende kleine, 3,5 ha große Nan-Lian-Garten (南蓮園池, englisch Nan Lian Garden, ⊙), der ebenfalls im Tang-Stil eingerichtet und im November 2006 für die Öffentlichkeit geöffnet wurde.